# Blue Eyes Crying in the Rain
«Blue Eyes Crying in the Rain» — американская песня в стиле кантри.
Теперь она наиболее известна в исполнении американского кантри-певца и музыканта Вилли Нельсона. Он перепел её на своём альбоме 1975 года Red Headed Stranger и вскоре выпустил отдельным синглом. (Это был первый сингл с этого альбома.)

## История
Автор песни — Фред Роуз. Первым её записал в 1947 году Рой Экафф. В 1951 году её записал Хэнк Уильямс для радиопередачи Mother's Best Flour Hour. Также до Вилли Нельсона её записывало множество других исполнителей.

### Версия Вилли Нельсона
Версия Вилли Нельсона, которую тот записал для своего вышедшего в 1975 году концептуального альбома Red Headed Stranger (альбом рассказывал о проповеднике, вынужденном сбежать и скрываться после того, как убивает свою жену), была расхвалена историком музыки кантри Биллом Мэлоуном как «прекрасный пример чистой, незагроможденной музыки кантри, [со] скудной аранжировкой, будто бы вышедшей из 1940-х.»
В исполнении Нельсона песня в октябре 1975 года взошла на 1 место кантри-чарта американского журнала «Билборд», став его первым кантри-хитом номер 1 в США. Кроме того, она добралась до 21 места во всежанровом (поп-) чарте Billboard Hot 100.

## Премии и признание
В 2004 году журнал Rolling Stone поместил песню «Blue Eyes Crying in the Rain» в исполнении Вилли Нельсона на 302 место своего списка «500 величайших песен всех времён». В списке 2011 года песня находится на 309 месте. В 2024 году Rolling Stone поместил песню на 27-е место в своем рейтинге 200 величайших кантри-песен всех времен.

## Чарты
| Чарт (1975)                            | Наив. поз. |
| -------------------------------------- | ---------- |
| США (Billboard Hot Country Songs)      | 1          |
| США (Billboard Hot 100)                | 21         |
| Канада (RPM Country Tracks)            | 2          |
| Канада (RPM Top Singles)               | 40         |
| Канада (RPM Adult Contemporary Tracks) | 9          |
| Австралия (Kent Music Report)          | 57         |